# Élisabeth Dufourcq
Pour les articles homonymes, voir Dufourcq et Famille des Ylouses.
Élisabeth Dufourcq, née Lefort des Ylouses le 7 décembre 1940 à Boulogne-Billancourt, est une femme politique, haute fonctionnaire et écrivain français.
Entre mai et novembre 1995, elle est secrétaire d'État à la Recherche.

## Biographie

### Études et vie privée
Elle effectue ses études secondaires au lycée Jean-de-La-Fontaine (Paris) puis une hypokhâgne au lycée Pasteur (Neuilly-sur-Seine).
Diplômée de l'Institut d’études politiques de Paris en 1961 (section Service public), elle est titulaire d'une maîtrise d’histoire sous la direction de Jean Chesneaux (1971) et d'un CAPES d’histoire-géographie (1973). Elle obtient un doctorat en science politique (1991) avec habilitation à diriger des recherches (1993), sous la direction du professeur René Rémond à Sciences Po, et un DEA en santé publique, sous la direction du professeur Marc Gentilini (1993).
Elle est la femme de Bertrand Dufourcq, ambassadeur de France et ancien Secrétaire général du ministère des Affaires étrangères, mort le 18 novembre 2019. Ils ont quatre enfants : Jean-Baptiste Dufourcq, praticien hospitalier, coordonnateur de la coopération médicale au Cameroun, Gabon et Centrafrique ; Nicolas Dufourcq, inspecteur des finances, directeur général de Bpifrance ; Charlotte Dennery, ancienne élève de l'École polytechnique, administrateur directeur général de BNP Paribas Leasing Solution; et Laure Boucomont, présidente de l'Association Les Yeux Fertiles.

### Vie professionnelle
Elle est d'abord chargée de mission à la société d'études et de développement de l'Algérie (1961-1962), puis, après un séjour à Tokyo et à Moscou, professeur certifiée d'histoire et géographie au lycée d'Ivry (1973) au lycée Claude-Monet à Paris (1974) puis au lycée de Saint-Cloud (1978).
- 1979 : chargée de mission, responsable du bureau de développement des échanges scientifiques avec l'Amérique du Nord au ministère des Affaires étrangères.
- 1980-1982 : chargée de mission à l'Inserm, chef de cabinet du directeur général
- 1982-1985 : chef du bureau du développement de la recherche médicale dans les pays du Tiers monde (Inserm)
- 1988-1995 : ingénieur de recherche dans l'unité Inserm 313 « maladies tropicales et sida » du professeur Marc Gentilini. Membre du conseil d'administration de l'INSERM. Membre de la commission scientifique spécialisée Épidémiologie et Santé publique et de l'intercommission recherche clinique de l'INSERM
- 1993-1995 : membre du comité consultatif national d'éthique pour les sciences de la vie et de la santé
- 18 mai 1995 - 7 novembre 1995 : Secrétaire d'État à la Recherche dans le gouvernement Juppé I.
- 1996-2006 : inspectrice générale des affaires sociales (IGAS)[6]

Dans le cadre de l'IGAS, elle signe des rapports publiés à la Documentation française notamment sur « Tuberculose et SIDA en Afrique », « Contrôle du compte emploi ressources de Fondation pour la recherche médicale ». Projet de création de l'École des hautes études en santé publique, introduction de critères sociaux dans les marchés publics, guide de contrôle des associations faisant appel à la générosité du public, la responsabilité sociale des entreprises (avec Geneviève Besse) et les éléments du corps humain en milieu hospitalier (avec le docteur Françoise Lalande). En 1998 elle réalise et signe avec Pierre Trouillet un important rapport non public sur le contrôle des marchés publics de l'Assistance publique Hôpitaux de Paris, 
En 1999, elle est nommée par le Premier ministre « haut fonctionnaire au développement durable pour les ministères sociaux », fonction qu'elle exerce jusqu'en 2006. Dans ce cadre, elle est présidente du groupe de travail des ministères sociaux sur la responsabilité sociale des entreprises. De 2000 à 2006, elle préside la Commission consultative des marchés des organismes de Sécurité sociale.

## Ouvrages
- Les Femmes japonaises, Denoël, 1969. 265 p., collection Grand Format Femmes dirigée par Colette Audry.
- Les Aventurières de Dieu, J.-C. Lattes, 1993, prix Georges-Bruel de l’Académie des sciences d’outre-mer et médaille de Vermeil 1994 de l'Académie française (nouvelle édition revue et corrigée, Perrin, Tempus, 2009, 784 p.).
- Les Congrégations religieuses féminines hors d'Europe de Richelieu à nos jours, Histoire naturelle d'une diaspora, présentation de René Rémond, Librairie de l'Inde éditeur, 1993, 4 tomes, 1140 p.
- Histoire des chrétiennes, l'autre moitié de l'Évangile, Bayard, 2008, 1258 p[7].
- L'Invention de la Loi naturelle, Bayard, 2012, 740 p., prix Saintour de l'Académie des sciences morales et politiques.
- Lettre au pape François. Mediaspaul. 2014. 205 p. (v. recension F. Euvé in Études, février 2015).
- Histoire des Chrétiennes, édition revue et corrigée en 2 tomes. Tome 1. Des origines évangéliques aux siècles des sorcières. Tome 2. Des découvertes des Nouveaux Mondes aux chocs de la modernité, Paris, Tallandier, coll. « Texto », novembre 2015. Préface de René Rémond.
- L'Esprit d'Invention. Le jeu et les pouvoirs, Éditions Odile Jacob. 366 p. juin 2018 (v. L'Express, 13 juin 2018. Les Échos, 15 juin 2018. Études 2018).
- Intuitions et pièges de la loi naturelle, Éditions du Cerf. octobre 2019. 464 p.

### Au nombre des articles originaux
Revues à comité de lecture
- Population (revue de l'INED), Paris, janvier-février 1988. « Approche démographique de l'implantation hors d'Europe des congrégations religieuses féminines d'origine française »,
- Histoire, Économie et Société, no 4-1992, Paris. « Étude de l'Établissement des congrégations féminines d'origine française dans les États-Unis du XIXe siècle comme marqueur de modes d'occupation du territoire et de distinction sociale »,
- Cahiers d'Études et de recherches francophones, Ottawa, septembre-octobre 1994. « Évènements de vie et baisse des défenses immunitaires. Réactions aux événements de vie chez chez 215 sujets porteurs du VIH »,
- Commentaires n° 87, Paris 1999. « Redonner souffle à l'électeur »,
- Revue d'Histoire diplomatique n°2, Paris, 2013. « Le Sacre des Premiers évêques chinois (28 oct. 1926) ». Sources françaises et vaticanes.
- Studia canonica n° 49, Normal ou naturel ?, Mélanges Roland Jacques, Saint Paul University Press, Ottawa, septembre 2015
- Revue d'Histoire diplomatique n° 2, Paris, 2022. « Aspects vécus de la coopération franco-soviétique au temps de Brejnev : 1969-1972 ».
- Revue de Défense nationale, nov. 2022. « De la rue Saint-Guillaume à l'Algérie déchirée ».

Livres collectifs
- Médecine tropicale, sous la direction du professeur Marc Gentilini. 5e édition. Flammarion Médecine science. 1993.
- « L'Autre et nous ». Sciences et Types. Plein Sud. 1995 Sous le patronage de l'Unesco. L'Empire romain, intégrateur des peuples colonisés, dans la pensée de Fénelon, Lavigerie et Charles de Foucauld.
- Des Missionnaires en Chine. L'Église sous la protection de la France, in Archives secrètes du Quai d'Orsay. Cinq siècles d'histoires et de diplomatie (sous la direction d'Emmanuel de Waresquiel), Paris, L'Iconoclaste, 1996, réédition poche septembre 2015
- La mission au féminin : anthologies de textes missionnaires, Brepols, 2005.
- Les Inventions du christianisme, Bayard (sous la direction de René Rémond), 1999
- Lettres aux catholiques troublés - Inaugurer le dialogue, Bayard/La Croix, 2009.
- Familles dans la spirale de la pauvreté, Fondation Jean Rodhain / Éditions de l'Atelier, 2010.
- La Bioéthique, pour quoi faire ? par les membres du Comité consultatif national d'éthique (coordonné par Ali Benmakhlouf), Paris, PUF, 2013.
- Le Féminisme, face aux dilemmes juifs contemporains (sous la direction de Nelly Las), Les Rosiers, Sèvres, 2013
- « Ethné des Stoïciens, Caïns des Nouveaux Mondes et nomades d'aujourd'hui », in La Vertu des païens, sous la direction de Sylvie Taussig. Paris, éditions Kimé, 2019.
- « Diversité des familles chrétiennes : maisons-refuges et familles relais » in Encyclopédie. Après Jésus, L'Invention du Christianisme, sous la direction de Roselyne Dupont-Roc et Antoine Guggenheim, Paris, Albin Michel, 2020.

## Distinctions
- Officière de la Légion d'honneur
- Officière de l'ordre national du Mérite
- Médaille de vermeil de l'Académie française (1994)
- Prix Saintour de l'Académie des sciences morales et politiques (2012)
- Membre titulaire de l'Académie des sciences d'outre-mer[8]. Installation en mars 1994 par Pierre Messmer.